# Veronica tetrasticha
Veronica tetrasticha är en grobladsväxtart som beskrevs av Joseph Dalton Hooker. Veronica tetrasticha ingår i släktet veronikor, och familjen grobladsväxter. Inga underarter finns listade i Catalogue of Life.